# Maxomys wattsi
Maxomys wattsi is een knaagdier uit het geslacht Maxomys dat voorkomt op Gunung Tambusisi in het oosten van Celebes. De soort is genoemd naar de Australische bioloog C.H.S. Watts. De verwantschappen van deze soort zijn onduidelijk; misschien liggen ze bij M. musschenbroekii. Op deze soort zijn wat luizen gevonden.
M. wattsi is ongeveer zo groot als een zwarte rat en heeft lange achtervoeten en een zeer korte staart. De vacht is lang, zacht en dicht. De rug is bruingeel, de buik vuilwit. De staart is van boven bruin en van onder wit met wat bruine vlekken. De kop-romplengte bedraagt 164 tot 185 mm, de staartlengte 125 tot 154 mm, de achtervoetlengte 35 tot 38 mm en de oorlengte 20 tot 25 mm en het gewicht 100 tot 130 gram.
Maxomys alticola · Maxomys baeodon · Maxomys bartelsii · Maxomys dollmani · Maxomys hellwaldii · Maxomys hylomyoides · Maxomys inas · Maxomys inflatus · Maxomys moi · Maxomys musschenbroekii · Maxomys ochraceiventer · Maxomys pagensis · Maxomys panglima · Maxomys rajah · Maxomys surifer · Maxomys wattsi · Maxomys whiteheadi